# Circlip

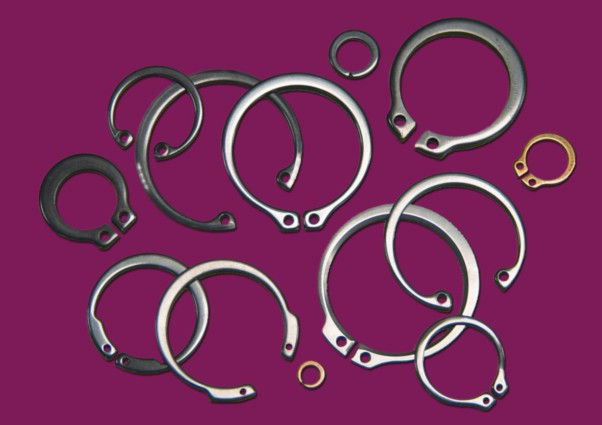
Circlips interns i externs

Un circlip (acrònim en anglès unió de cercle i pinça), també conegut com anell de seguretat, anell elàstic o anell Seeger, és un tipus d'anell d'acer usat per a la subjecció o de retenció d'algun tipus de peça, que consisteix en un cèrcol d'un metall semi-flexible amb extrems oberts que pot ser encaixat en una ranura mecanitzada, sobre un passador o en alguna altra part, de manera que permet la rotació d'aquesta peça, però evitant-ne el moviment lateral.

## Tipus

Aquest diagrama il·lustra el desmuntatge d'un anell de retenció de la boixa del darrere d'una bicicleta, en què s'utilitza per retenir la corona del darrere.

Hi ha dos tipus bàsics de circlips: interns i externs, en referència a si es munten dins un forat cilíndric o sobre un eix. Els anells de seguretat sovint s'utilitzen per retenir els bulons dels pistons, a aquest tipus de circlips que se'ls coneix com a clips retenidors (EE. UU.) o gudgeon clips (Regne Unit).
El circlip més utilitzat en diferents aplicacions és un simple anell pla de molla d'acer (ressort d'anell), o bé un anell de filferro llis.

## Instal·lació i lubricació
Quan els anells de seguretat estan fets en xapa de metall estampada, tenen un costat llis i un costat aspre (amb rebaves). Per evitar possibles danys, els anells de seguretat s'instal·len amb el costat llis cap a la part interna (mòbil) i el costat aspre cap a fora. Cal algun tipus de lubricació (humida o seca) perquè l'anell de seguretat pugui mantenir la seva funcionalitat.
Els anells de seguretat, tant interns com externs, estan dissenyats per ser extrets o inserits amb unes pinces especials (pinces de circlip) mitjançant les quals es poden tornar a muntar els circlips, però en situacions adequades se'n pot suplir la funció amb alicates de punta fina (per als clips interns) o fent palanca amb un tornavís de cap pla (per als clips interns o externs).

## Materials
Els Circlips solen estar fets d'acer al carboni, acer inoxidable o coure beril·li i poden tenir una varietat de recobriments per a la protecció contra la corrosió depenent del tipus d'entorn on s'utilitzen.

## Alicates de circlip

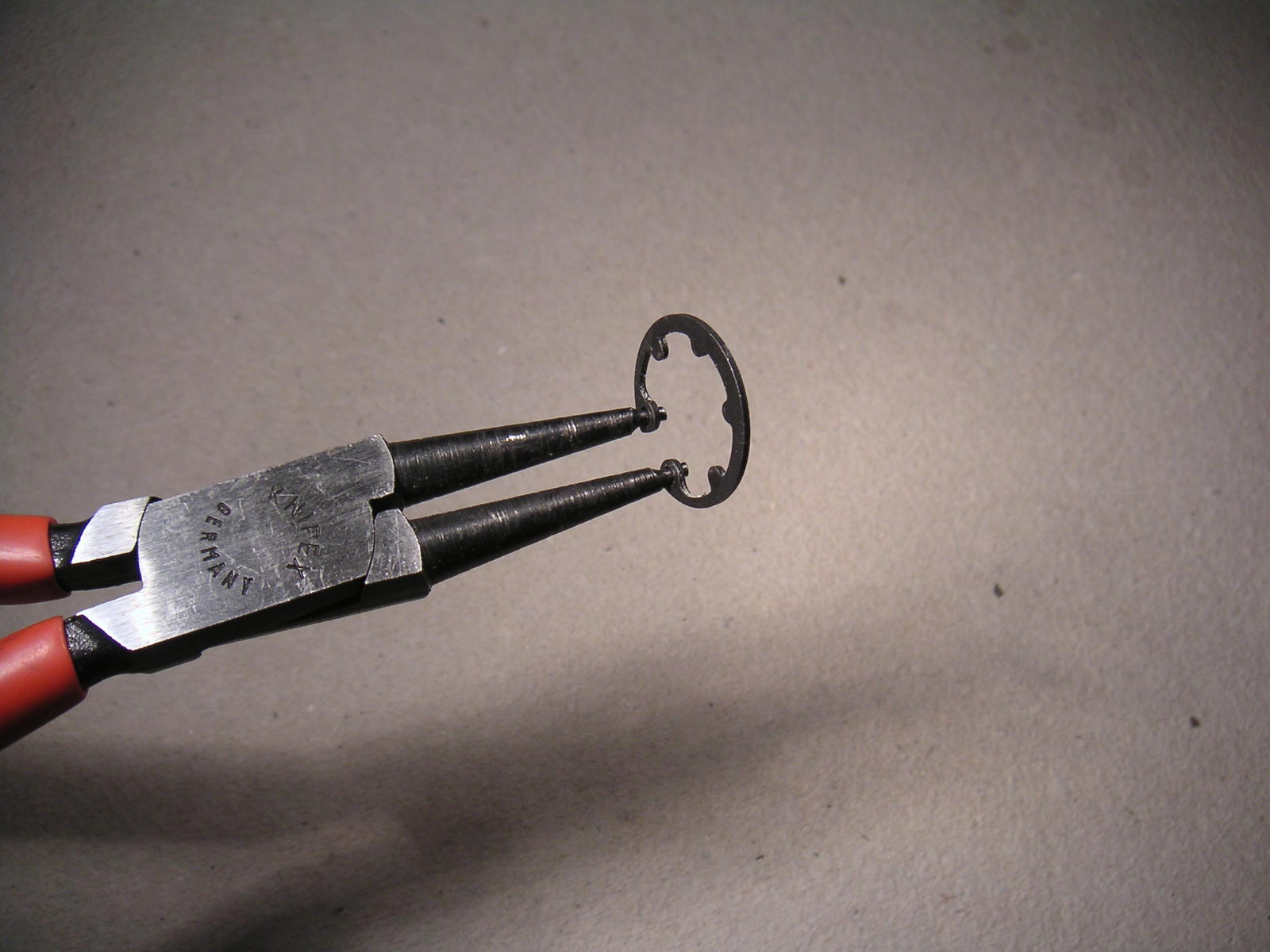
Obrint un circlip intern

Aquests anells estan dissenyats per ser instal·lats i retirats amb alicates especials. Algunes d'aquestes pinces especials es poden configurar per a clips interns o externs, mentre que en altres casos s'utilitza una pinça per a clips interns i una altra per a clips externs. Per a la conveniència en el camp, de vegades s'utilitza un parell d'alicates de punta d'agulla (per a clips interns) o palanca amb un tornavís de punta plana (interior o extern).

## Avantatges
Els circlips eliminen el roscat, el mandrinat, el trepatge i altres operacions de mecanitzat associades amb subjectadors més tradicionals, com cargols, femelles, perns, passadors, volanderes, etc. Per tant, aquest procés és més econòmic i més respectuós amb el medi ambient. Redueix la quantitat de residus i estalvia temps.